# Сінекан
Сінекан (перс. سينقان) — село в Ірані, у дегестані Гастіджан, у Центральному бахші, шахрестані Деліджан остану Марказі. За даними перепису 2006 року, його населення становило 298 осіб, що проживали у складі 136 сімей.

## Клімат
Середня річна температура становить 11,34 °C, середня максимальна – 29,55 °C, а середня мінімальна – -8,77 °C. Середня річна кількість опадів – 170 мм.
| Клімат поселення                              | Клімат поселення | Клімат поселення | Клімат поселення | Клімат поселення | Клімат поселення | Клімат поселення | Клімат поселення | Клімат поселення | Клімат поселення | Клімат поселення | Клімат поселення | Клімат поселення | Клімат поселення |
| Показник                                      | Січ.             | Лют.             | Бер.             | Квіт.            | Трав.            | Черв.            | Лип.             | Серп.            | Вер.             | Жовт.            | Лист.            | Груд.            |                  |
| Середній максимум, °C                         | 7,19             | 8,19             | 11,98            | 17,52            | 21,96            | 28,16            | 29,55            | 28,96            | 25,36            | 19,01            | 12,87            | 7,47             |                  |
| Середня температура, °C                       | −0,8             | 0,22             | 4,02             | 9,54             | 13,99            | 20,20            | 23,84            | 23,24            | 19,66            | 13,29            | 7,17             | 1,76             |                  |
| Середній мінімум, °C                          | −8,77            | −7,77            | −3,97            | 1,58             | 6,00             | 12,21            | 18,12            | 17,54            | 13,95            | 7,58             | 1,45             | −3,95            |                  |
| Норма опадів, мм                              | 27               | 27               | 34               | 24               | 17               | 2                | 2                | 1                | 0                | 6                | 12               | 18               |                  |
| Середньомісячна швидкість вітру, м/с          | 1.52             | 1.89             | 2.30             | 2.53             | 2.33             | 2.18             | 2.08             | 1.91             | 1.87             | 1.74             | 1.30             | 1.09             |                  |
| Середньомісячна сонячна радіація, кДж/м²·день | 9793             | 12960            | 15763            | 18995            | 22744            | 26692            | 25997            | 24526            | 21515            | 16222            | 11742            | 9602             |                  |
| --------------------------------------------- | ---------------- | ---------------- | ---------------- | ---------------- | ---------------- | ---------------- | ---------------- | ---------------- | ---------------- | ---------------- | ---------------- | ---------------- | ---------------- |
| Джерело:                                      |                  |                  |                  |                  |                  |                  |                  |                  |                  |                  |                  |                  |                  |